# Яків Череватенко
Яків Череватенко — учень Харківської загальноосвітньої школи №20. Загинув над ранок 18 серпня 2022 року  внаслідок попадання російської ракети в гуртожиток Слобідського району міста Харкова, де він проживав разом зі своєю мамою, яку госпіталізували у важкому стані в реанімацію.

## Біографія
Яків займався єдиноборствами та футболом. Команда, в якій він грав, здобувала срібло обласної ліги. Родичі та знайомі характеризують його як доброго та світлого хлопчика, який дуже любив життя. Захоплювався комп’ютерними іграми, записував відео для Youtube-каналу.